# DFS 230
DFS 230 – niemiecki lekki transportowy szybowiec wojskowy z okresu II wojny światowej.

## Historia

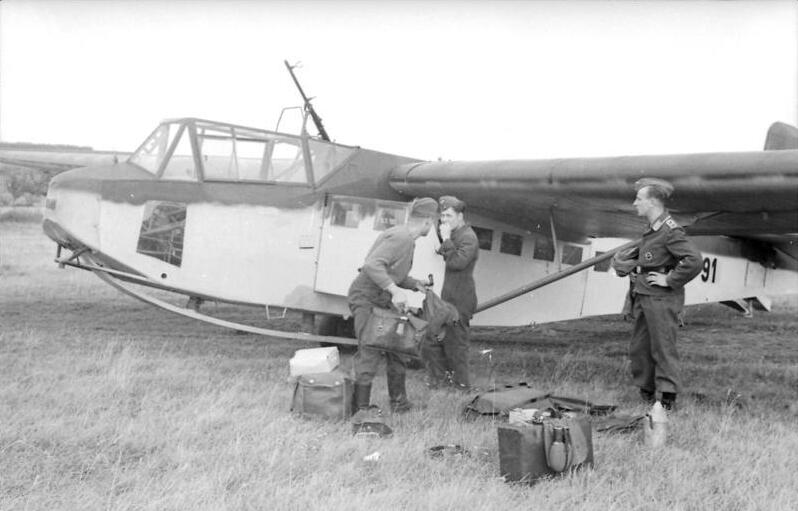
Żołnierze niemieccy przed załadunkiem do szybowca DFS 230

Kiedy w Luftwaffe zaczęto tworzyć oddziały powietrznodesantowe uświadomiono sobie, że jest potrzebny środek transportu umożliwiające lądowanie desantu bez dużego rozproszenia. W tym celu pod koniec 1937 Hans Jacobs i jego współpracownicy: Heinrich Voepel, Adolf Wanner (obaj odpowiedzialni za aerodynamikę), Ludwig Pieler (statyka) i Herbert Lück (odpowiedzialny za rozwiązania konstrukcyjne) w Niemieckim Instytucie Badawczym Szybownictwa (DFS) w Darmstadt, w ścisłej tajemnicy zaprojektowali lekki szybowiec DFS 230, mogący przewozić drużynę piechoty i nie wymagający dużego samolotu holującego. W oblotach prototypu brała udział najsławniejsza niemiecka lotniczka okresu II wojny światowej, Hanna Reitsch.

## Konstrukcja
Górnopłat posiadał kadłub o prostokątnym przekroju ze spawanych rur, obciągnięty płóciennym pokryciem. Do startu używano odrzucanych kół, a do lądowania wykorzystywano amortyzowaną jesionową płozę, którą w celu skrócenia drogi lądowania owijano początkowo drutem kolczastym. Późniejsze wersje otrzymały rakiety hamujące lub spadochrony hamujące. Szybowiec mógł być uzbrojony w karabin maszynowy MG 34, który po wylądowaniu można było używać do walki. Szybowce były najczęściej holowane przez: Ju 52, Me 110, Ju 87 i He 111. Jako zaczep holowniczy służyła linka stalowa o długości 40 m lub dyszel z rur stalowych o długości 1,5 m (hol sztywny).
W zakładach DFS, Gotha, Hartig i Erla wyprodukowano 1022 szybowce, kolejne 496 powstało w Czechosłowacji. Kadłub DFS 230 posłużył do budowy eksperymentalnego holowanego wiroszybowca transportowego Focke-Achgelis Fa 225.

## Warianty
- A-1 – podstawowa wersja.
- A-2 – szkolna wersja A-1.
- B-1 – wersja o wzmocnionej konstrukcji.
- B-2 – szkolna wersja B-1.

## Użycie bojowe
Maszyny te wykorzystywano od maja 1940 do końca wojny. Brały udział w operacjach nad Belgią (bitwa o Fort Eben-Emael), Bałkanami, Kretą (operacja Merkury) i na froncie wschodnim. Z szybowców DFS 230 zaopatrzonych w rakiety hamujące został wysadzony desant, który 12 września 1943 uwolnił Benito Mussoliniego (operacja Eiche). Jednak od desantu na Kretę, który okupiono dużymi stratami, szybowce wykorzystywano coraz częściej do lotów zaopatrzeniowych, np.: zaopatrywanie grup czołgów w paliwo, transport towarów wielkogabarytowych na tyły oraz transport rannych.
Ostatnie loty na DFS 230 wykonywano wiosną 1945 do oblężonego ówczesnego Breslau, m.in. 23 marca doleciało tam kilka szybowców z dwoma działami 150 mm, które wylądowały na wewnętrznym lotnisku w okolicy dzisiejszego placu Grunwaldzkiego.